# گروه سنی

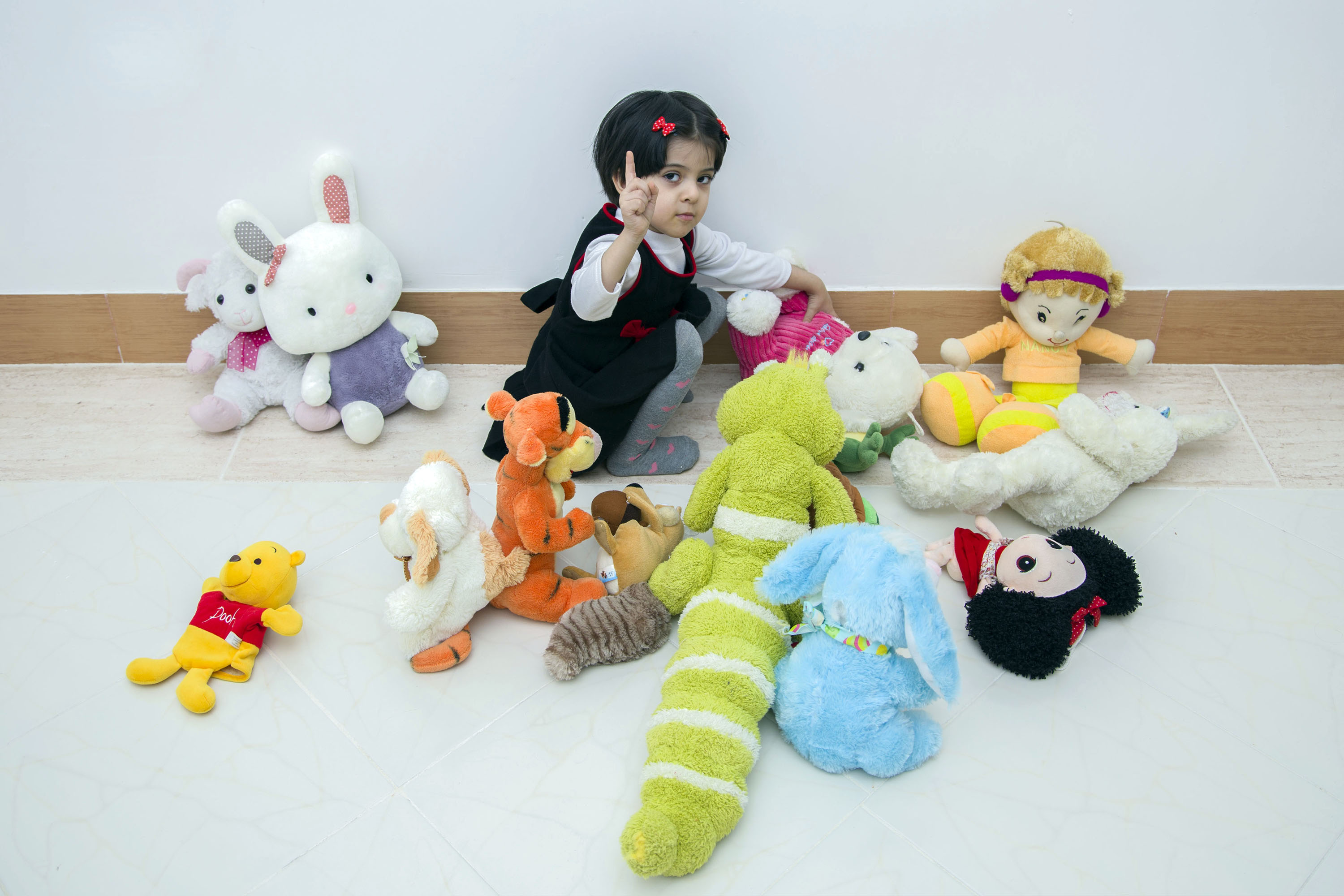
دختر بچه گروه سنی الف

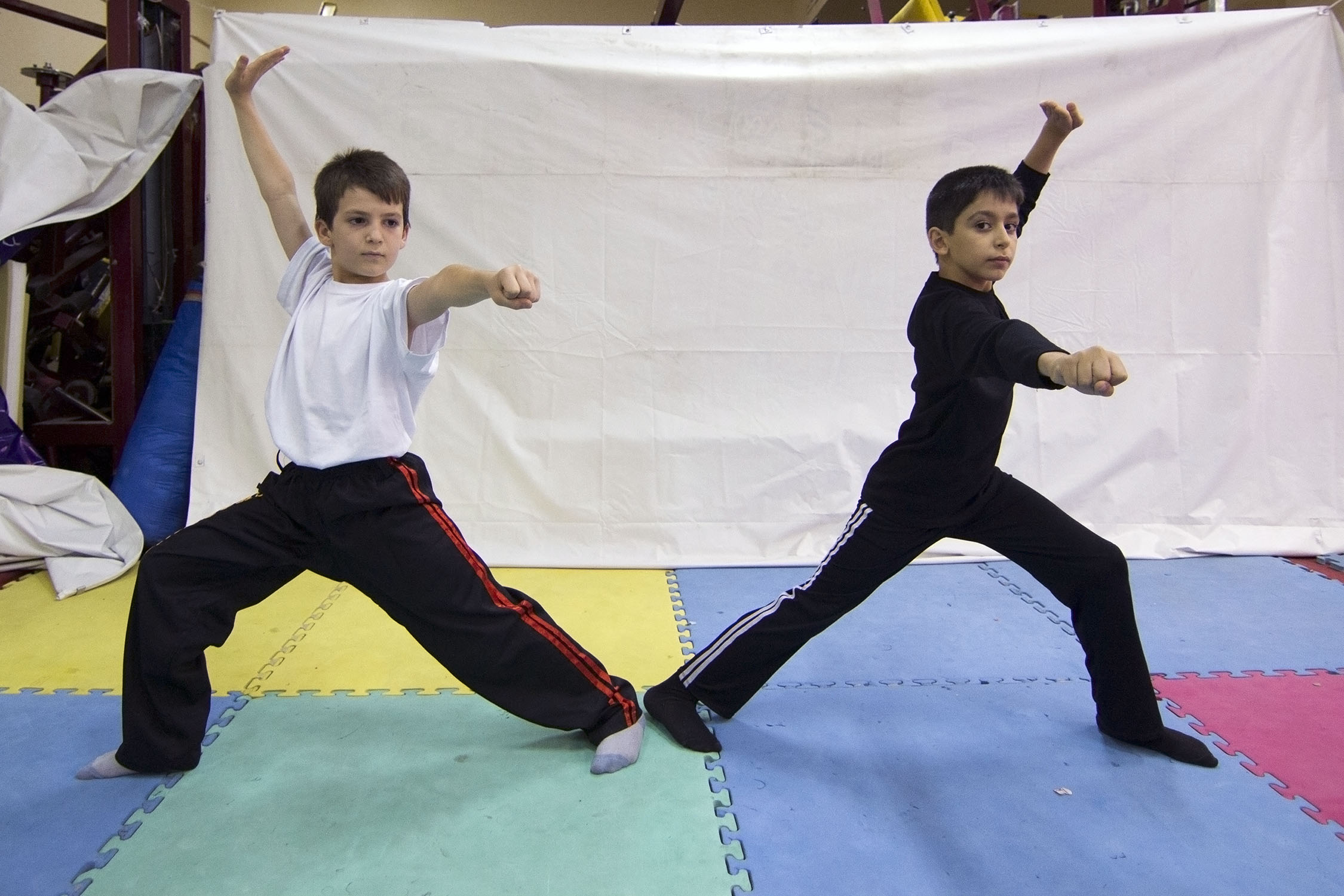
دو کودک در گروه سنی ب در حال تمرینات ورزش رزمی

گروه‌های سنی کودک و نوجوان: یک رده‌بندی خاص، برای تفکیک میان آثار مختلف کانون پرورش فکری کودکان و نوجوانان. بر پایهٔ این رده‌بندی، کلیهٔ کتاب‌هایی که در این سازمان برای کودکان به چاپ می‌رسند بر اساس حجم کتاب و تعداد صفحات، میزان نقاشی‌ها، نوع مطلب و معیارهایی از این قبیل به شش گروه مختلف تفکیک می‌شوند. شش گروه عبارتند از:
- گروه الف: سال‌های قبل از دبستان (پیش دبستانی، مهدکودک)؛
- گروه ب: سال‌های آغاز دبستان (کلاس‌های اول، دوم و سوم)؛
- گروه ج: سال‌های پایان دبستان (کلاس‌های چهارم، پنجم و ششم)؛
- گروه د: دورهٔ اول متوسطه (کلاس‌های هفتم، هشتم و نهم)؛
- گروه هـ: دورهٔ دوم متوسطه (کلاس‌های دهم، یازدهم و دوازدهم).

گفتنی است که این طبقه‌بندی اندکی دچار تغییر و اصلاح شده‌است.
- گروه الف: آمادگی و سال اول دبستان؛
- گروه ب: سال‌های دوم و سوم دبستان؛
- گروه ج: سال‌های چهارم، پنجم و ششم دبستان؛
- گروه د: هفتم و هشتم و نهم راهنمایی؛
- گروه ه: دهم و یازدهم و دوازدهم دبیرستان.

هر کتابی که کانون چاپ کند، رو و پشت جلدش نوشته شده که متعلق به کدام گروه سنی است. بدین ترتیب، مربیان کانون ـ هر گاه خودشان هم کتاب را نخوانده باشند ـ می‌توانند به سادگی دریابند که این کتاب‌ها هر یک برای چه مخاطبی مناسب و قابل توصیه است. مسئولان و برنامه‌ریزان کانون هم می‌توانند برآوردی از کار خویش به دست دهند که هر سال، برای هر گروه سنی، چه آثاری منتشر کرده، و چه نیازهایی را تأمین کرده‌اند.
این طبقه‌بندی بعدها توسط ناشران دیگر نیز مورد استفاده قرار گرفت و البته، گهگاه نیز نقد شد. نقدها عمدتاً در این باره هستند که ممکن است کودکی ۷ ساله به وسیله آموزش‌های مستقیم و غیر مستقیمی که دیده، کتاب‌های سخت‌تری را بتواند بفهمد. از طرفی کودکی ده ساله به دلایل مختلف کتاب‌های ساده‌تری برای مناسب باشد. در واقع منتقدین این شیوه اعتقاد دارند، کودکان و نوجوانان کتاب‌ها را باید بر اساس سطح فکری و علمی خودشان انتخاب کنند.
گرچه گاه کلی‌گویانه گفته‌اند این طبقه‌بندی بر اساس اصول روان‌شناسی کودکان صورت گرفته‌است، ظاهراً تا کنون مطالعهٔ دقیقی دربارهٔ اسباب و علل توجه به این طبقه‌بندی، یا کشوری که این شیوه از آن اقتباس شده، و مبنای نظری تفکیک کتاب‌ها صورت نگرفته‌است.

## تغییر گروه‌های سنی
این تغییر در شیوه دسته‌بندی گروه‌های سنی محصولاتِ کانون پرورش فکری با بررسی تجربه‌های جهانی و شرایط بومی صورت گرفته است.
در دسته‌بندی جدید، گروه‌های سنی همچون ۰+ «نوزاد»، ۲+ «نوگام»، ۴+ «نوباوه»، ۷+ «نوخوان»، +۹ «نونهال»، ۱۲+ «نونگاه»، ۱۵+ «نوجوان» و «اولیای تربیتی، مربیان و پژوهش‌گران» نام‌گذاری شده است.
در ساختار جدید، کمترین سن لازم برای مطالعه، پشت جلد کتاب‌ها درج شده و سقفی برای هر گروه سنی تعیین نشده، بلکه فقط ابتدای آن اعلام شده است.
بر اساس رده‌بندی‌های سابق سنی کانون، گروه «الف» شامل کودکان پیش از دبستان می‌شد اما بیشتر آثار منتشر شده به‌صورت عمده به کودکان ۴ تا ۷ سال اختصاص داشت و تعداد آثار مناسب برای کودکان ۰ تا ۴ سال انگشت‌شمار بود که این رده‌بندی اکنون به سه دسته «نوزاد»، «نوگام» و «نوباوه» تقسیم شده است.
گروه‌های سنی با مقاطع موجود در آموزش و پرورش کشور همخوانی بیشتری نسبت به گروه‌بندی گذشته دارد. 

## دیگر گروه‌های سنی
گروه بندی سنی دیگری نیز توسط بنیاد ملی بازی‌های رایانه اعلام شده که به رده‌بندی سنی اسرا (ESRA) معروف است.  
رده‌های سنی ESRA به پنج دسته اصلی تقسیم شده‌اند، که این رده‌های سنی بر اساس خصوصیات جسمی-حرکتی، خصوصیات عقلی-ذهنی، خصوصیات عاطفی و اجتماعی که باعث ایجاد تفاوت در گروه‌های سنی می‌شوند، تشکیل شده‌اند. گروه‌های سنی ESRA شامل پنج گروه اصلی می‌شود که عبارتند از: 
- رده 3+: 3 سالگی و بالاتر
- رده 7+: 7 سالگی و بالاتر
- رده 12+: 12 سالگی و بالاتر
- رده 15+: 15 سالگی و بالاتر
- رده 18+: بالای 18 سال